# لیزویل (کالیفرنیا)
لیزویل (به انگلیسی: Leesville) یک منطقهٔ مسکونی در ایالات متحده آمریکا است که در شهرستان کولوزا، کالیفرنیا واقع شده‌است. لیزویل ۴۳۵ متر بالاتر از سطح دریا واقع شده‌است.